# Municipio di Oslo
Il municipio di Oslo (in norvegese Oslo rådhus) è la sede del consiglio comunale, l'amministrazione comunale e altri organi comunali Oslo. 
L'attuale municipio è stato costruito dal 1931 al 1950 su progetto degli architetti Arnstein Arneberg e Magnus Poulsson. Il municipio si trova nel centro di Oslo, sul lato nord di Pipervika, cioè verso Rådhusplassen, i moli del municipio e il molo d'onore presso il fiordo di Oslo. Davanti al Municipio si trova la piazza Fridtjof Nansen, e lungo la parete occidentale si apre la eiazza della Principessa Marta (Rådhushagen).
Il Municipio è costruito in cemento armato e rivestito con mattoni rossi, con due torri rispettivamente di 63 e 66 metri. Anche se le torri sono indicate come di altezze diverse, sembrano tuttavia essere esattamente della stessa altezza. Ciò è dovuto al fatto che la cima di entrambe le torri è effettivamente allo stesso livello, mentre le altezze sono calcolate dal livello del suolo (sotto quella occidentale il livello è infatti circa 3 metri più alto che presso quella orientale). I mattoni hanno un formato più grande rispetto al solito in Norvegia dal circa 1840, con dimensioni simili ai mattoni medievali (circa 27,5 x 13 x 8,5 cm) e furono prodotti presso la fabbrica di mattoni Hovin Teglverk a Oslo. La torre orientale ha un carillon con 49 campane. Numerosi eventi e cerimonie si svolgono nel municipio, tra cui la consegna del Premio Nobel per la pace.

## Storia
Nel XIX secolo, l'edificio comunale a Rådhusgaten 7, ricostruito qui dopo l'incendio del 1645, divenne troppo piccolo per un'amministrazione municipale in crescita, e il magistrato si trasferì nell'edificio vicino Magistratgården, Dronningens gate 11, mentre le riunioni del consiglio comunale si tenevano a Børsen, più tardi nella loggia dei Massoni, in piazza Grev Wedels. 
Nel 1876 e nel 1898 furono indetti concorsi di architettura per un nuovo municipio ad Hammersborg, ma i progetti non furono mai realizzati a causa della mancanza di fondi. L'idea di un municipio all'estremità di Pipervika fu lanciata per la prima volta dall'architetto Oscar Hoff nel 1906, ma non messa in atto.
Nel 1915, l'idea fu ripresa dall'ex sindaco di Kristiania, Hieronymus Heyerdahl, che aveva sentito la mancanza di un municipio rappresentativo per ricevere gli ospiti del comune durante l'Esposizione del Giubileo a Frogner nel 1914. Egli promosse un concorso di architettura che ricevette ben 44 progetti nella prima delle due fasi del concorso. Nel 1918, la giuria prese la decisione finale, e Arnstein Arneberg e Magnus Poulsson furono scelti come vincitori, con un progetto chiaramente ispirato al municipio di Stoccolma. La continua mancanza di fondi e i tempi difficili fecero sì che la realizzazione dovesse attendere, e nel frattempo gli architetti modificarono il progetto in diverse occasioni. Nel 1930 presentarono la loro proposta definitiva, ora fortemente influenzata dalle idee funzionaliste. Il cambiamento più notevole rispetto ai progetti precedenti furono le due grandi torri per uffici.
A settembre 1931 fu posta la prima pietra, alla presenza del re Haakon VII e del principe ereditario Olav, prima che la costruzione iniziasse a febbraio 1933. Parallelamente ai lavori di costruzione, la vecchia area suburbana di Vika fu sgomberata per fare spazio. Anche il vecchio parco divertimenti della città, il Tivoli, dovette cedere il posto a un nuovo piano regolatore che forniva lotti da vendere per la costruzione di nuovi edifici commerciali, un elemento essenziale per finanziare il municipio.
Nel novembre 1936, l'intera struttura grezza era completata, realizzata in cemento armato e rivestita con mattoni fatti a mano di grande formato. Alcuni piani per uffici poterono essere utilizzati prima dello scoppio della guerra nel 1940. Dopo una pausa durante la guerra, i lavori ripresero, e nel 1947 fu possibile trasferirsi negli uffici, mentre i lavori di decorazione vennero completati.
Il 15 maggio 1950, il Municipio di Oslo fu ufficialmente inaugurato in occasione della celebrazione del 900º anniversario della città. Per l'occasione fu indetto un concorso di composizione per la musica festiva. Tre opere si distinsero e furono eseguite durante le celebrazioni, scritte da Ludvig Irgens-Jensen, Eivind Groven e Karl Andersen.
Quando il municipio fu completato nel 1950, si discostava chiaramente dallo stile allora popolare. I mattoni erano in contrasto con l'acciaio e il vetro preferiti dagli architetti dell'epoca, e dopo il municipio non furono più costruiti edifici in quello stile. Poco prima, Stoccolma aveva ottenuto il suo nuovo municipio, Stadshuset, costruito in mattoni e progettato da Ragnar Östberg e Martin Nyrop aveva progettato il municipio di Copenaghen, anch'esso un monumentale edificio in mattoni. Nyrop e Östberg fecero anche parte della giuria per il municipio di Oslo.
La scelta degli artisti per la decorazione del municipio fu decisa attraverso diversi concorsi indetti per gli artisti norvegesi nel gennaio 1937, con un anno di scadenza per la consegna. In totale furono ingaggiati otto pittori e diciassette scultori. La maggior parte delle opere furono completate per l'apertura del 1950, anche se il parco delle sculture in Rådhusplassen fu terminato solo negli anni '60.
Tra i nomi scelti più noti per la decorazione, ci furono Alf Rolfsen, Axel Revold, Per Krohg, Willi Midelfart, Aage Storstein, Anne Grimdalen, Nils Flakstad, Joseph Grimeland, Nic Schiøll, Per Palle Storm, Dyre Vaa, Ørnulf Bast e Dagfin Werenskiold.

## Descrizione
L'edificio è in stile funzionalista.
La facciata occidentale è dominata dalla grande scultura di Anne Grimdalen raffigurante Harald Hardråde a cavallo. La rappresentazione di Nic Schiøll di Sant'Hallvard adorna la facciata verso il fiordo. Su entrambi i lati del cortile verso Fridtjof Nansens plass, Dagfin Werenskiold ha realizzato rilievi policromi in legno con motivi tratti dai poemi dell'Edda. Joseph Grimeland ha creato il rilievo in bronzo sopra la porta d'ingresso e "la ragazza di Oslo" in alto sulla parete. Davanti alla facciata principale ci sono sei sculture di Per Palle Storm raffiguranti artigiani edili, coloro che hanno costruito il municipio.
Nel cortile dietro il Municipio di Oslo ci sono sedici rilievi dipinti montati sulla parete sotto le arcate. I rilievi, di 2,3 × 2,2 m e pesanti 1 tonnellata ciascuno, sono incastonati in nicchie nel muro, e scolpiti da Dagfin Werenskiold, formanti il cosiddetto il fregio Yggdrasil. I motivi sono tratti dai poemi dell'Edda, che sono la principale fonte sulla mitologia norrena.
Il municipio di Oslo ha un orologio astronomico dal 1952, all'epoca il secondo più grande d'Europa (dopo quello di Praga), con un diametro di cinque metri, posizionato a destra dell'ingresso principale. L'orologio è stato costruito in collaborazione tra l'ingegnere Olaf Platou e l'azienda Ungerer & Cie di Strasburgo. Le figure dello zodiaco che adornano l'orologio sono state modellate dallo scultore Nils Flakstad. L'orologio è composto da un quadrante esterno con numeri romani da I a XII e uno interno con numeri arabi da 1 a 12 ripetuti due volte. Ha quattro lancette: delle ore, del drago, del sole e della luna. Tre delle lancette, tutte tranne quella del drago, hanno contrappesi. L'orologio ha anche un anello mobile, la ruota dello zodiaco, con le immagini dei dodici segni zodiacali. Sia la ruota dello zodiaco che la lancetta del sole girano "con il sole", ma la lancetta del sole è più lenta di 3 minuti e 56 secondi rispetto alla ruota dello zodiaco. In un anno, la lancetta del sole viene quindi raggiunta da ciascuna delle immagini zodiacali. La lancetta del sole impiega 24 ore per fare un giro completo, mentre la ruota dello zodiaco impiega 23 ore, 56 minuti e 4 secondi. Questo è ciò che si chiama "giorno siderale".
Il carillon, situato in cima alla torre orientale, ha 49 campane, di cui la più grande pesa 4 tonnellate e la più piccola 14 chili. Le campane del municipio di Oslo suonano ogni ora dalle 07:00 alle 24:00, eseguendo brani che spaziano dalla musica classica alla musica pop più recente. C'è un concerto di carillon il primo sabato di ogni mese alle 11:00 e ogni fine settimana da giugno fino ad agosto. Il carillon, inizialmente con 38 campane, è stato completato nel 1952 e restaurato e ampliato a 49 campane dal laboratorio di fonderia Olsen-Nauen nel 1999.
Nel quartiere povero di Vika, dove è stato successivamente costruito il municipio di Oslo, la prostituzione era diffusa. La figura romanzesca di Christian Krohg, Albertine, come immaginata dallo scultore Alfred Seland, è quindi rappresentata sul muro orientale del municipio, in piedi tra il suo protettore e un cliente. 

### Interno
Henrik Sørensen e Alf Rolfsen hanno curato la decorazione della Rådhushallen, il salone principale del Municipio, che misura 31 metri di larghezza, 39 metri di lunghezza e circa 21 metri di altezza. Il pavimento e, in parte, anche le pareti sono rivestiti di marmo. La serie di affreschi sulle pareti della sala offre un'immagine della nazione e della città tra le due guerre mondiali e durante l'occupazione, mostrando anche lo sviluppo dell'economia cittadina con la crescita del movimento operaio. Lo stile pittorico richiama quello delle epopee popolari del Realismo socialista. 
La Borsa di Oslo ha donato anche un dipinto di Karl Høgberg, che raffigura la vita commerciale dei tempi antichi con la Borsa di Oslo al centro.
In alto sulla parete, Rolfsen ha anche dipinto il re Haakon VII e i simboli del potere reale: la corona, lo scettro, la mela del regno e la spada sono visibili, oltre alla legge di Magnus Lagabøte del 1276 con il motto: "At logum skal land várt byggja, en eigi at ulogum eyda" (con la legge sarà costruito il nostro paese, e non con l'illegalità sarà distrutto).
Joseph Grimeland ha realizzato quattro sculture in marmo, rappresentanti le stagioni, poste sopra le porte che conducono alla Sala dei Banchetti. Nella sala si trova anche un piccolo "pozzo" in marmo, progettato dagli architetti Magnus Poulsson e Arnstein Arneberg e decorato con un rilievo in marmo di Dagfin Werenskiold raffigurante Odino e Mimir.
La Bystyresalen (sala consiliare) ha una forma semicircolare tipica dei locali destinati alle assemblee democratiche. Sul podio si trova il motivo con due cigni, questa volta intagliato nel legno. 
La sala è arredata con quercia e tappezzata con tessuto di lana rossa decorato con un ornamento di tre frecce intrecciate, motivo tratto dal sigillo della città con san Hallvard. La decorazione più evidente è il grande arazzo di Else Poulsson, nipote dell'architetto. Al centro dell'arazzo troneggia il santo patrono di Oslo, sant'Hallvard, sopra le sette virtù, con la vita di Oslo rappresentata nella parte inferiore. Else Poulsson ha anche disegnato le tende del municipio, con un motivo raffigurante lo stemma di Cristiano IV.
La sala del consiglio, situata a ovest rispetto alla Rådhushallen, è stata progettata da Axel Revold, mentre Ulrikke Greve ha tessuto una serie di arazzi ("Tjeldinger") che riflettono lo stile di decorazione delle sale di rappresentanza medievali. Il primo arazzo raffigura la Caduta di Harald Hardråde a Stamford Bridge, in Inghilterra, nel 1066. Sulla parete opposta, sono appesi arazzi che raffigurano Harald come fondatore di Oslo.
A differenza delle altre sale cerimoniali dell'edificio, la successiva Sala Munch è rivestita in legno. Sulla parete corta è appeso un grande dipinto di Edvard Munch, intitolato La vita e realizzato nel 1910. Una caratteristica speciale della sala è che gli artigiani hanno inciso i loro nomi nell'angolo sud-occidentale della stanza. La sala è elegantemente arredata, tra cui sedie rivestite in tessuto del colore "blu Oslo". L'architetto stesso, Arnstein Arneberg, ha contribuito alla maggior parte delle decorazioni, in particolare al soffitto, che presenta motivi tratti dall'arte popolare, con cavalli dei fiordi e cervidi. Qui si svolgono solitamente i matrimoni civili e le conferenze stampa.
La Sala dei Banchetti è il più solenne spazio di rappresentanza del municipio. Su una delle pareti lunghe sono appesi i ritratti di re Haakon VII, re Olav V, re Harald V e della regina Sonja, tutti degli anni 2000. Su una delle pareti corte è appesa una rappresentazione della vita balneare lungo il fiordo, di Willi Midelfart. Nella stanza adiacente c'è una cucina. L'artista ha composto la sua opera seguendo i piani originali che prevedevano una sola porta per la cucina, ma ha dovuto rielaborare parte del lavoro dopo l'aggiunta di una seconda porta. Ha mostrato il suo disappunto per questa seconda porta dipingendo un ragazzo che punta e fa una smorfia. Il tappeto ha un motivo composto da ghirlande con medaglioni, al cui centro vi è una rosa a quattro petali circondata da una corona, realizzato da Kari Rude.
Nella Sala della Giunta sono appesi i ritratti tradizionali dei precedenti sindaci della città. Le porte e i pannelli sono in quercia e sono riccamente decorati, con una vista del municipio scolpita nel legno. Il grande dipinto di Harald Dal mostra la situazione immediatamente prima dell'inizio di una riunione, con i dodici rappresentanti e il segretario che si ritrovano attorno al tavolo delle trattative, con il sindaco al centro che emerge come figura dominante.
Inoltre, all'ultimo piano della torre posta a ovest, vi sono tre atelier che vengono concessi in uso gratuito per uno o due anni ad artisti.

## La cerimonia per la consegna del Premio Nobel per la pace
La cerimonia per la consegna di tale premio viene svolta il giorno 10 dicembre di ogni anno. Dal 1990, questo evento è ospitato nella hall principale del municipio. Per l'occasione viene montato un podio e la sala viene opportunamente arricchita con addobbi. Nella platea siedono le più alte cariche dello Stato, tra cui la famiglia reale norvegese, rappresentanti del parlamento e del governo e il corpo diplomatico accreditato presso lo Stato.